# Loïs Diony
Loïs Diony (Mont-de-Marsan, 20 de dezembro de 1992) é um futebolista profissional francês que atua como atacante. Atualmente, joga no Manisa.

## Carreira
Loïs Diony começou a carreira no Nantes. Passou pelo Dijon onde ganhou destaque e foi pra o Saint-Étienne. E foi para o Bristol City 